# Frederic (Wisconsin)
Frederic è un comune degli Stati Uniti, situato in Wisconsin, nella Contea di Polk.